# Shohreh Solati
Shohreh Solati (persiska: شهره صولتی) är en iransk sångerska, född i Teheran. Hon är frånskild med en dotter och bor i Los Angeles, Kalifornien.

## Diskografi
- 1975: Dokhtar-e-Mashreghi
- 1984: Telesm (med Shahram Shabpareh)
- 1985: Salam
- 1986: Yeki Yekdooneh (med Shahram Solati)
- 1987: Sheytoonak
- 1988: Mix
- 1989: Sedaye Paa
- 1990: Jaan Jaan
- 1990: Marmar (med Dariush, Ebi, och Farzin)
- 1991: Gereftar
- 1992: Khatereh 7 (med Moein)
- 1992: Sekeh Tala (med Masoud Fardmanesh)
- 1992: Joomeh Be Joomeh
- 1993: Ham Nafas
- 1993: Mehmoon (med Martik)
- 1993: Nemizaram Beri (med Shahram Solati och Hassan Sattar)
- 1994: Panjereha (med Shahram Solati)
- 1994: Zan
- 1996: Ghesseh Goo
- 1997: Shenidam
- 1998: Aksaasho Paareh Kardam
- 1999: Sayeh
- 2000: Hekayat 5 (med Masoud Fardmanesh)
- 2001: Atr
- 2002: Safar
- 2003: Pishooni
- 2004: Yaram Koo? (med Faramarz Aslani och Siavash Ghomeishi)
- 2005: Havas
- 2008/2009: Ashegham